# Michele Kang
Pour les articles homonymes, voir Kang.
Michele Kang, née le 1er juin 1959 à Séoul en Corée du Sud, est une femme d'affaires américaine, philanthrope, investisseuse et propriétaire de plusieurs clubs de football professionnel.
Après une carrière aux États-Unis dans le secteur des hautes technologies, elle se tourne vers le monde du football à la suite de la Coupe du monde féminine organisée par la France en 2019.
En 2023, elle devient ainsi propriétaire de la section féminine de l'Olympique lyonnais, qu'elle rebaptise OL Lyonnes.
À partir du 30 juin 2025, elle est la présidente du club de l'Olympique lyonnais et la PDG d’Eagle Football Group.
Femme d'affaires philanthrope, elle fait régulièrement des dons pour favoriser le développement du sport féminin.

## Jeunesse
Yongmee Michele Kang est née à Séoul en Corée du Sud.
Durant sa jeunesse, elle étudie à l’université féminine Ewha, un institut privé situé à Séoul. A l'époque, elle rêve de devenir chanteuse d’opéra, joueuse professionnelle de basketball ou enseignante.
Encouragée par son père à étudier l’administration des affaires, elle intègre l’université Sogang à Séoul en 1980. Seule femme de sa promotion, elle termine première de sa classe la première année, mais se rend compte assez rapidement qu’elle aura de meilleures opportunités aux États-Unis.
Dans la Corée des années 1980, les perspectives de carrière sont en effet limitées pour les femmes. Celles-ci sont censées recevoir une bonne éducation, mais pas pour faire carrière. Comme le rapporte Michele Kang dans un entretien au Financial Times, celles-ci sont censées se marier et d'abord se concentrer sur l'éducation de leur famille :

« Même si vous obtenez les meilleures notes, vous serez probablement assistante du président. Ensuite, une fois mariée, on vous demandera de partir — volontairement ou involontairement. »

En 1981, les parents de Kang l'autorisent à partir à l’étranger pour poursuivre ses études. Grâce à un prêt initialement prévu pour son futur mariage, elle s’installe à Chicago, où elle s’inscrit à l’Université de Chicago en tant qu’étudiante en économie.
Après avoir obtenu sa licence, elle décroche un master en gestion publique et privée (MPPM) à la Yale University School of Organization and Management (qui est ensuite devenue la Yale School of Management), et un Master of Business Administration (MBA).

## Carrière

### Début de carrière aux États-Unis
Michele Kang commence sa carrière aux États-Unis en tant qu'associée chez Ernst & Young, où elle travaille dans les secteurs des hautes technologies et télécommunications. En 2000, elle rejoint Northrop Grumman, une entreprise américaine spécialisée dans l’aérospatiale et les technologies de défense en tant que cadre supérieure. En 2003, elle devient vice-présidente de l’unité Health & Science Solutions.
À la suite de la démission de deux administrateurs en 2006, Kang, accompagnée de Charles Beever et Kwang Soo Cheong,est élue au conseil d'administration de Rexahn Pharmaceuticals, dont le siège est situé dans le Maryland.
En 2008, Michele Kang quitte Northrop Grumman pour créer sa propre entreprise, Cognosante, une société de technologie médicale qui fournit des services et des solutions aux organisations et gouvernements dans le secteur de la santé,.
Le 15 avril 2024, elle vend Cognosante à Accenture Federal Services pour un montant non communiqué. 

### Acquisition de Washington Spirit
Après la Coupe du monde féminine de football organisée en France en 2019, elle opère un changement dans sa carrière et se tourne vers le développement du football féminin.
Le 29 décembre 2020, le club de soccer féminin Washington Spirit, qui évolue en National Women's Soccer League aux États-Unis, annonce ainsi que Michele Kang intègre les propriétaires du club.
Des rapports ultérieurs indiquent qu’elle détient alors 35 % des parts de l’équipe, soit une participation équivalente à celle de l’ancien propriétaire majoritaire Steve Baldwin, bien que ce dernier ait conservé le contrôle du club. À la suite du retrait de l'entraîneur Richie Burke en août 2021 et de la publication d'articles alléguant un comportement abusif envers les joueuses, Kang entame des démarches pour obtenir le contrôle total du club.
Après d'âpres négociations, Baldwin et le propriétaire minoritaire Bill Lynch acceptent de vendre le club à Kang. Le 30 mars 2022, Michele Kang devient officiellement la propriétaire majoritaire du club de Washington Spirit,.

### Lancement de Kynisca lors des JO de Paris

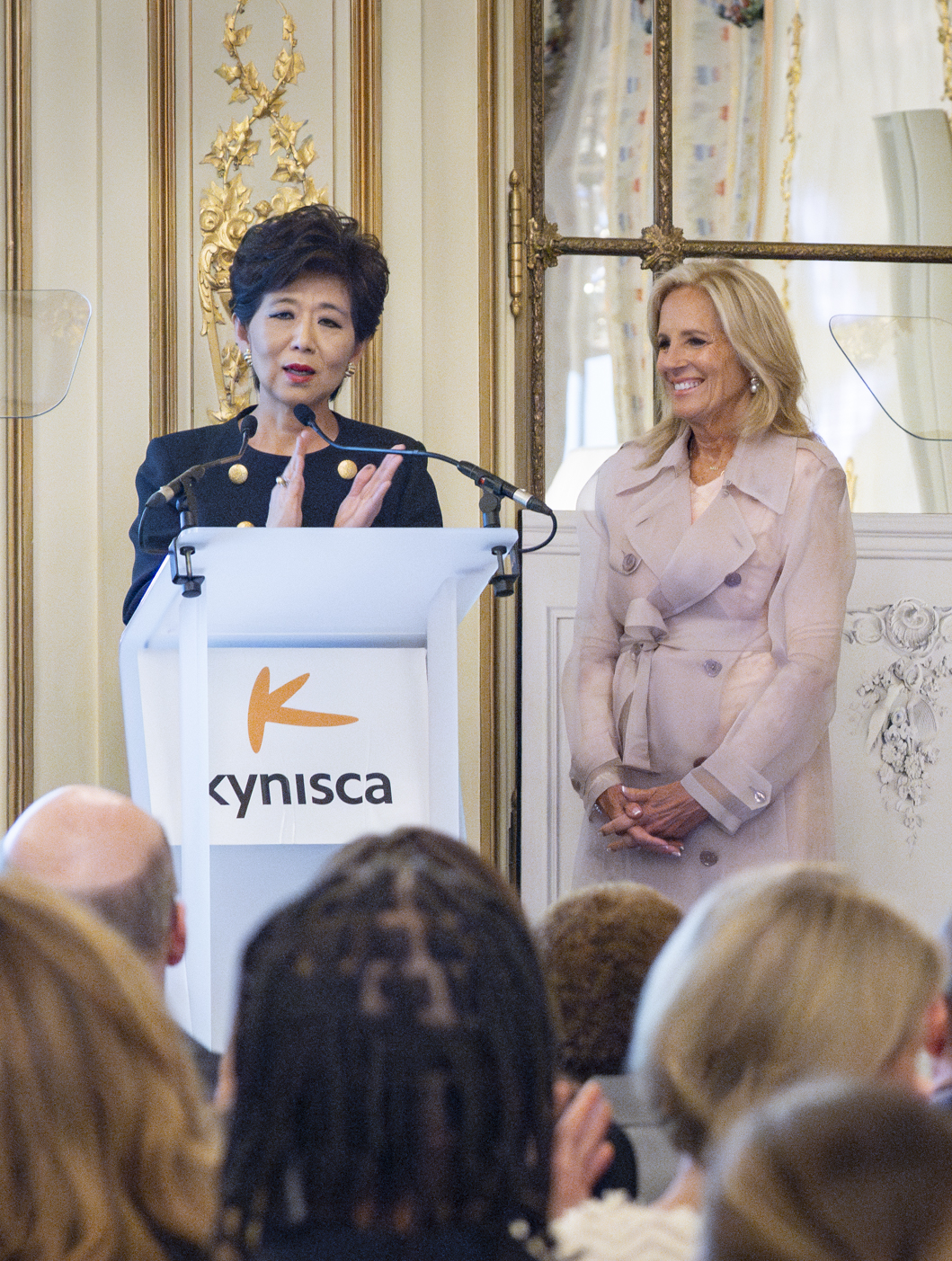
Michele Kang annonçant le lancement de Kynisca à Paris pendant les Jeux olympiques d'été de 2024. À ses côtés se trouve la Première dame des États-Unis, Jill Biden.

Le 27 juillet 2024, Michele Kang annonce le lancement de Kynisca, une entreprise basée à Londres qui servirait de groupe de tutelle pour ses investissements dans la propriété d'équipes sportives et ses initiatives en sciences du sport. L’entreprise tire son nom de Cynisca de Sparte, la première femme à avoir remporté une épreuve aux anciens Jeux olympiques.
Le lancement a lieu à Paris, au début des Jeux olympiques d’été de Paris 2024.
À cette occasion, Kang annonce également la mise en place d’un financement initial et complémentaire de 50 millions de dollars pour le Kynisca Innovation Hub, une initiative de recherche à but non lucratif spécialisée dans l’entraînement sportif féminin.
En octobre 2024, elle recrute Markel Zubizarreta, ancien directeur sportif du FC Barcelona Femení et responsable du football féminin à la Fédération royale espagnole de football, en tant que directeur sportif mondial de Kynisca, afin de superviser l’ensemble des clubs affiliés.
Le 4 avril 2025 lors du sommet SheBelieves, elle annonce que les activités du Kynisca Innovation Hub seront intégrées à la Soccer Forward Foundation de U.S. Soccer, pour un investissement de 25 millions de dollars qui doit servir à soutenir les initiatives de la fédération.

### PDG de l'OL féminin (OL Lyonnes)
En septembre 2023, Michele Kang rejoint le conseil d’administration d’OL Groupe et devient en parallèle directrice chez Eagle Football Holdings, une société spécialisée dans la gestion de clubs de football professionnels, présidée par John Textor.
Le 16 mai 2023, elle devient la propriétaire et PDG de la section féminine de l'Olympique lyonnais, équipe de la Ligue 1 féminine française. A cette occasion, OL Groupe et Kang annoncent la création d’une entité distincte qui serait composée de ses participations dans Spirit et dans OL Groupe au sein de l'Olympique Lyonnais Féminin. OL Groupe conserverait une participation de 48 % dans la nouvelle structure, tandis que Kang en deviendrait la propriétaire majoritaire et la directrice générale.
Le 19 mai 2025, Kang annonce avoir rebaptisé l’Olympique Lyonnais Féminin en OL Lyonnes, Elle explique que le « y » remplace le « i » afin de conserver une référence à la ville et au club parent, tout en supprimant totalement le mot « féminin » pour marquer une gestion distincte de celle de l’équipe masculine.

### PDG de l'Olympique lyonnais
En octobre 2024, l'Olympique Lyonnais est dans une situation délicate. La DNCG, l’autorité française chargée de surveiller les finances des clubs de football, vient en effet d'annoncer la rétrogradation provisoire du club de la Ligue 1 à la Ligue 2, en raison d’une mauvaise gestion financière et d’une dette d’environ 200 millions de livres sterling.
Le 24 juin 2025, la DNCG confirme la rétrogradation du club en Ligue 2. À la suite de cette décision, le président John Textor annonce se mettre en retrait de la direction du club.
Le 30 juin 2025, Michele Kang est nommée présidente de l'Olympique lyonnais et PDG d’Eagle Football Group en remplacement de John Textor démissionnaire. Elle est alors présentée comme la première femme présidente d'un club professionnel de football masculin en France bien que Anne-Marie Dupuy l'a précédé à la tête de l'AS Cannes à la fin des années 1980.
Le 9 juillet 2025, Michele Kang et Michael Gerlinger, le directeur général de l'OL, parviennent à obtenir le maintien du club en Ligue 1 lors de leur audition par la commission d'appel de la DNCG. Ce sauvetage vaut d'emblée à Michele Kang une grande popularité auprès des supporters lyonnais sur les réseaux sociaux.
Même si John Textor reste l'actionnaire majoritaire d'Eagle Football Group, Michele Kang affirme détenir désormais « 100% » du pouvoir décisionnaire sur les deux organisations (Eagle Football Group et l’OL) et « travailler sur la discipline financière du club ».

### Propriétaire de London City Lionesses
En décembre 2023, elle ajoute à sa galaxie de clubs féminins les London City Lionesses.

## Femme d'affaires philanthrope

### Soutien au sport féminin
Femme engagée, la milliardaire s'est fait remarquer par ses dons réguliers pour aider les athlètes, en particulier pour favoriser le développement du sport féminin.
Depuis 2022, elle soutient financièrement Just Women’s Sports, un média américain dédié au sport féminin.
En 2024, elle a également fait un don de 50 millions de dollars d'investissement dans la recherche médicale et de la santé des sportives de haut niveau, suivis d’un don supplémentaire de 30 millions pour soutenir des programmes de football dédiés aux femmes.
La même année, elle a offert un don de 4 millions de dollars à l'équipe de rugby à 7 féminine des États-Unis dans le cadre du programme de rugby féminin américain,.

### Soutien aux anciens combattants
En parallèle, elle fait également des dons à des programmes d’aide aux retraités de l’armée américaine.

## Fortune
Selon Forbes, la fortune de Michele Kang est estimée à 1,2 milliard de dollars en juillet 2025.
Elle occupe la onzième place du classement des femmes les plus riches dans le monde du sport.